# Perizoma prouti
Perizoma prouti là một loài bướm đêm trong họ Geometridae.